# Ancistrus leucostictus
Ancistrus leucostictus (Анциструс білосмугий) — вид риб з роду Ancistrus родини Лорікарієві ряду сомоподібні.

## Опис
Загальна довжина сягає 10 см (в акваріумі — до 12 см). Голова велика, широка. У передній частині голови у самців присутні кущисті рогоподібні м'які нарости. У самиць вони відсутні або вкрай маленькі. В основі голови присутні є приховані колючки, які за потреби розчепірюються у всі боки. Очі маленькі. Рот являє собою великий присосок, наділений рогоподібними шкребками. Тулуб краплеподібно сплощений, вкритий рядками широких кісткових пластин. На череві пластини відсутні. Спинний плавець великий, прапороподібний, зрізаний навкоси, утворюючи тупий кут, плавець часто притиснутий до тіла. Жировий плавець маленький. Грудні плавці великі, довгі та широкі. Черевні широкі, поступається останнім. Анальний плавець невеличкий. Передні промені грудних і анального плавців сильно потовщені, вкриті дрібними колючками.
Забарвлення чорне або темно-коричневе з дрібними білими або кремовими світними цятками, які з віком стають коричнево-білими. Розташування цих цяток у кожної особи індивідуальне. У молодих особин спинний і хвостовий плавці мають широку молочно-білу облямівку, що зникає з віком.

## Спосіб життя
Є демерсальною рибою. Воліє до прісної та чистої води. Зустрічається у річках та струмках зі швидкою течією з піщано-глинястим ґрунтом. Вдень ховається серед водоростей та під корчами. Активний у присмерку та вночі. Живиться рослинними наростами.
Статева зрілість настає у віці 7-12 місяців за довжини 6-8 см. Самиця відкладає у печері до 100 ікринок діаметром 3 мм, кладку охороняє самець.
Тривалість життя становить 8 років.

## Розповсюдження
Мешкає у басейнах річок Ессекібо та Ояпок — в межах Французької Гвіани та Суринаму.